# Regulární ordinál
Regulární ordinál (také regulární kardinál) je matematický pojem z oblasti teorie množin (ordinální aritmetiky).

## Definice
Limitní ordinál {\displaystyle \gamma } je regulární, je-li roven své kofinalitě (ekvivalentně - není-li singulární).

## Vlastnosti
Protože každý kofinál je kardinálním číslem, je každý regulární ordinál zároveň kardinálem. Proto se také častěji než „regulární ordinál“ užívá ekvivalentní pojem „regulární kardinál“.
Za předpokladu axiomu výběru je každý izolovaný kardinál regulární. Také {\displaystyle \omega } je regulární limitní kardinál. Otázka, zda existuje také nespočetný limitní regulární kardinál (tzv. slabě nedosažitelný kardinál) je nerozhodnutelná v ZFC.